# Stemma del Perù
Il primo stemma peruviano fu creato con un decreto emanato da José de San Martín, il 21 ottobre del 1821 a Pisco.
Lo scudo era formato da “una corona d'alloro ovale e dentro di essa un sole che sorge da montagne scoscese che s'innalzano su un mare tranquillo”. Alla base erano presenti foglie di palma. Ai lati dello scudo aveva due sostegni: a sinistra un condor e a destra una vigogna. In fondo vi erano le bandiere degli stati americani e in risalto un banano, che nella parte superiore aveva uno stendardo con il sole in un campo azzurro bordato in oro. Nella sua parte inferiore era presente un nastro rosso con il motto “È rinato il Sole del Perù”.
Questo stemma creava difficoltà di riproduzione e di tenuta dei colori, il che portò ad una revisione da parte del Congresso Costituente su proposta di José Gregorio Paredes.
Mediante il decreto del 24 febbraio 1825, che dispose la modifica dello stemma:
Poiché negli scudi che venivano preparati, il campo inferiore copriva sempre la metà dello stesso scudo, si ufficializzò questa variante nella proporzione dei campi superiore ed inferiore, mediante il decreto legge del 31 marzo 1950.